# Las Vegas (Wenezuela)
Las Vegas – miasto w Wenezueli, w stanie Cojedes, siedziba gminy Rómulo Gallegos.
Według danych szacunkowych na rok 2011 liczyło 16 212 mieszkańców..